# Сельское хозяйство ДР Конго

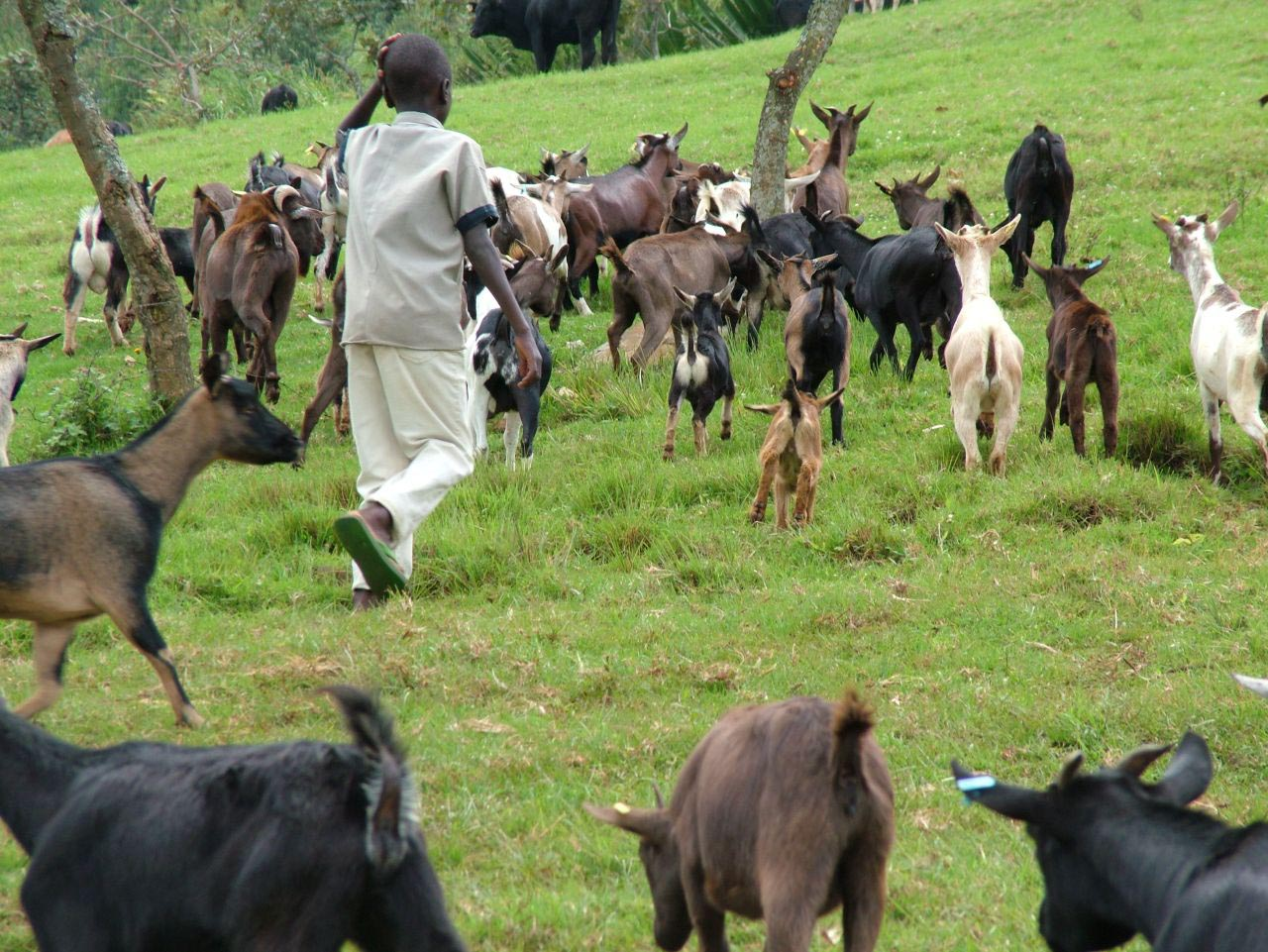
Животноводство в ДР Конго

Сельское хозяйство ДР Конго — одна из главных отраслей экономики Демократической Республики Конго.
В сельскохозяйственном секторе страны заняты две трети населения. Основными сельскохозяйственными культурами являются маниок, ямс, бананы, рис и кукуруза. Страна не подвержена засухе, но не имеет развитую внутреннюю транспортную систему, что препятствует эффективному снабжению городов продовольствием. Сельхозугодья, занятые продовольственными культурами, составляют лишь 3,5 % от общей площади земли. В сельском хозяйстве страны можно выделить два основных сектора: натуральное сельское хозяйство, в котором занято подавляющее большинство рабочей силы, и коммерческое, которое ориентировано на экспорт и основано на плантациях.

## Однолетние и многолетние культуры

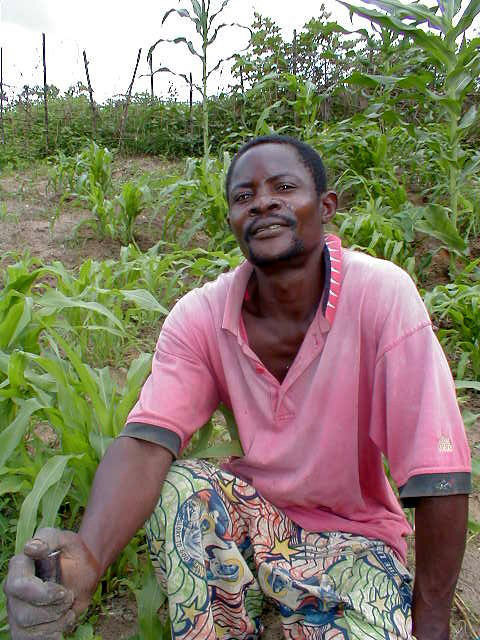
Конголезский фермер

В сельском хозяйстве заняты 4 млн семей на участках в среднем по 1,6 га. Эти участки расположены больше в зоне саванн, чем в зоне тропических лесов. Фермеры выращивают главным образом маниок, кукурузу, клубневые культуры и сорго. В 2004 году урожай составил: маниока — 14 950 000 тонн, сахарного тростника — 1 787 000 тонн, кукурузы — 1 155 000 тонн, арахиса — 364 000 тонн, риса — 315 000 тонн, бананов — 313 000 тонн, батата — 224 500 тонн, ямса 84 000 тонн, ананасов — 193 000 тонн. Внутреннее производство продовольственных культур оказалось недостаточным для удовлетворения потребностей страны, поэтому многие основные продукты питания пришлось импортировать.

## Экспорт
Производство сельскохозяйственной продукции было серьёзно нарушено волной беспорядков, охвативших страну в период между 1960 и 1967 годами. Уровень производства снова упал после того, как многие небольшие иностранные плантации были национализированы в 1973—1974 годах. К середине 1990-х годов производство основных экспортных культур (кофе, каучук, пальмовое масло, какао, чай) в основном оставалось в частных руках. Количество хозяйств составляло 300 000, с участками земли от 12 до 250 га.

## Кофе

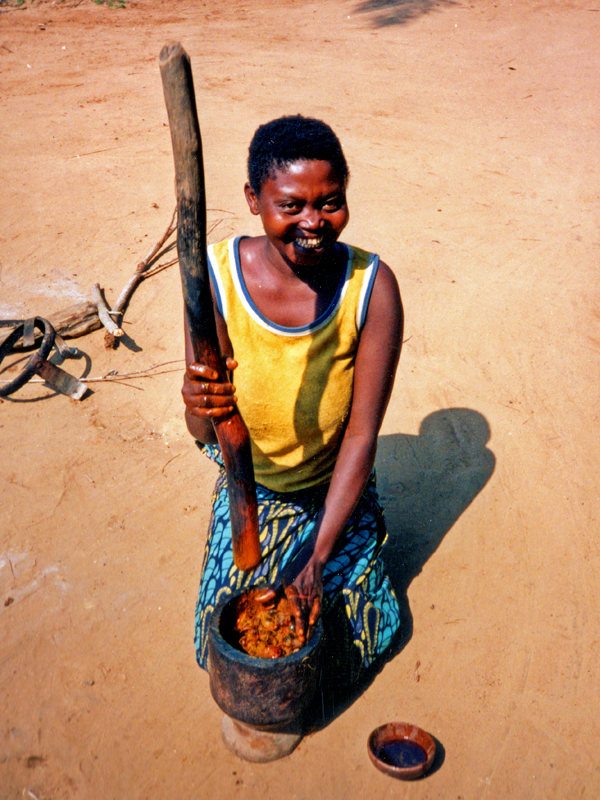
Производство пальмового масла

Кофе является главным сельскохозяйственным продуктом экспорта, и третьим в общем экспорте страны (после меди и нефти). По оценкам, в 2004 году было произведено 33 000 тонн кофе (по сравнению с 97 000 тонн в 1989—1991 годах); 80 % продукции поступает из провинций Восточная, Экваториальная, Маниема, Северное и Южное Киву. Только 10-15 % кофе составляет сорт арабика, а подавляющее большинство — робуста. Кофе в основном экспортируется в Италию, Францию, Бельгию и Швейцарию.

## Каучук
Каучук является вторым наиболее важным экспортным товаром страны. Урожайность плантаций медленно увеличивается после национализации. На некоторых плантациях в первый раз за последние 20 лет была произведена посадка новых деревьев.

## Другие культуры
Производство пальмового масла в 2004 году составило 1 150 000 тонн. Производство пальмового масла остаётся прибыльным в ДРК в связи со 100 % налога на импорт нефти. Производством хлопка занимается около 250 000 фермеров, которые ежегодно производят его около 8000 тонн. Внутреннего производства, однако, не достаточно для текстильной промышленности страны. Из других товарных культур в 2004 году было произведено: 3700 тонн табака, 1400 тонн чая и 5800 тонн какао.